# Зикс, Александр Игоревич
Александр Игоревич Зикс (30 сентября 1965) — российский саксофонист, джазмен. Принимал участие в записи песен Юрия Антонова.

## Биография
Окончил джазовое отделение училища им. Гнесиных на Ордынке (ныне Государственное музыкальное училище эстрадно-джазового искусства) по классу саксофона у Сергея Гурбелашвили, затем Петрозаводскую консерваторию.
10 лет работал в оркестре Театра эстрады.
В настоящее время преподает классический саксофон в школе имени И. Дунаевского.
Артдиректор джазклуба «Белый рояль»